# Katholische Pfarrkirche Kirchdorf an der Krems

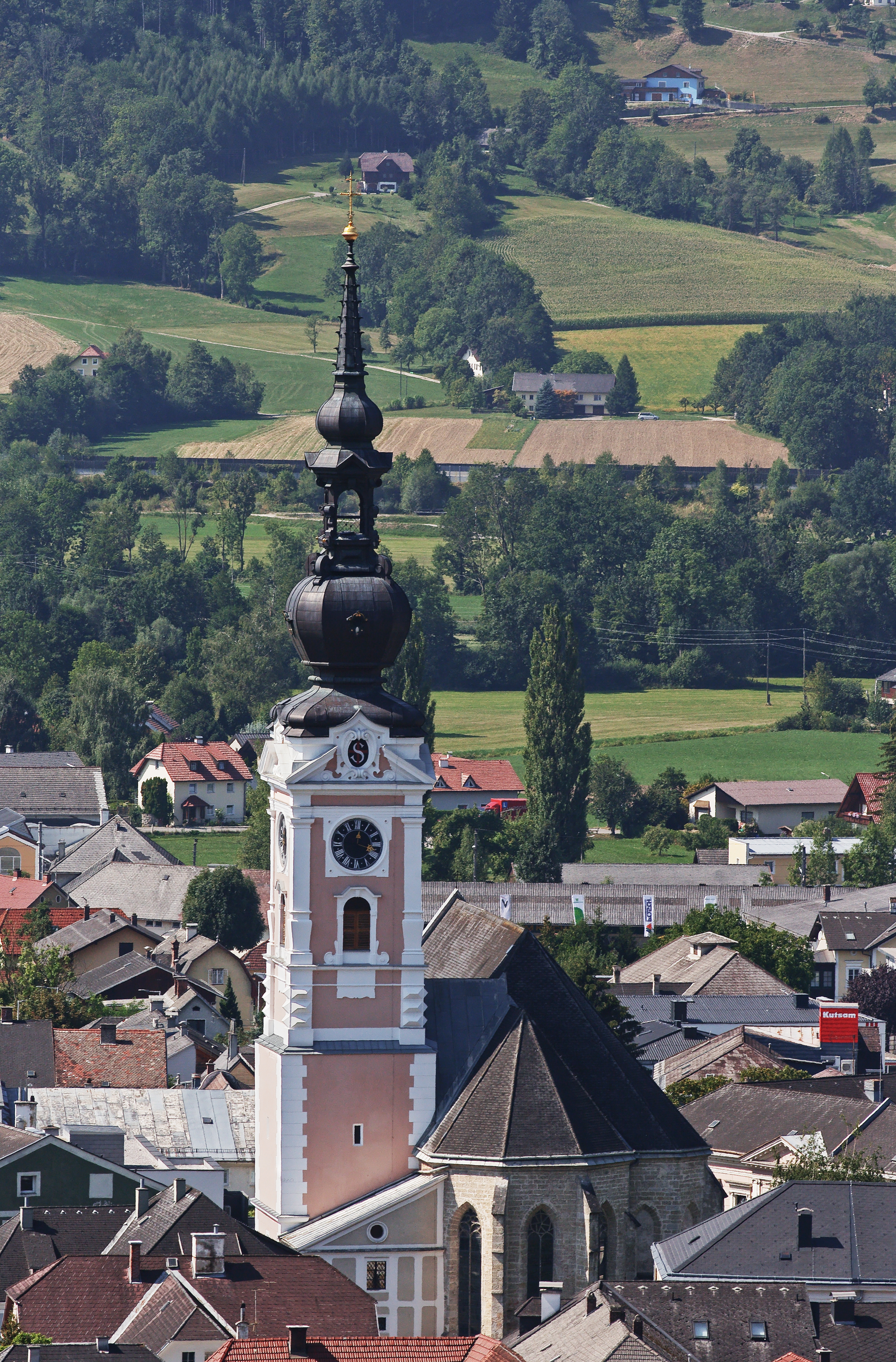
Katholische Stadtpfarrkirche hl. Gregor in Kirchdorf an der Krems

Die römisch-katholische Stadtpfarrkirche Kirchdorf an der Krems steht in der Gemeinde Kirchdorf an der Krems im Bezirk Kirchdorf in Oberösterreich. Sie ist dem heiligen Gregor geweiht und gehört zum Dekanat Windischgarsten in der Diözese Linz. Das Bauwerk steht unter Denkmalschutz (Listeneintrag).

## Geschichte

### Pfarrgeschichte
Um 1100 ließ der Abt Alram I. von Kremsmünster eine romanische Kirche errichten, die 1119 von Bischof Ulrich von Passau dem heiligen Gregor geweiht wurde. Kirchdorf war mehrere Jahrzehnte eine Filiale der Pfarre Wartberg. 1359 wurden Kirchdorf und Wartberg dem damaligen Zisterzienserinnenkloster in Schlierbach inkorporiert. Seit damals gehört Kirchdorf zu Schlierbach.
Aus der Pfarre Kirchdorf wurden im Laufe der Zeit folgende Pfarren herausgelöst:
- 1673 Pfarre Klaus
- 1784 Pfarre Nußbach, Pfarre Schlierbach und Pfarre Heiligenkreuz. Ein Teil des Pfarrgebietes wurde auch an die Pfarre Steinbach am Ziehberg abgetreten.
- 1886 Pfarre Steyrling
- 1913 Pfarre Micheldorf

### Baugeschichte
Von 1470 bis 1491 wurde die romanische Kirche gotisch um- und ausgebaut. 1654 stürzte das Kirchengewölbe ein, das danach neu errichtete Tonnengewölbe bestand bis zur Generalrestaurierung 1962/63. Der alte Turm befand sich auf der Westseite, dem Ort des heutigen Haupteinganges. Der Neubau des heutigen barocken Turmes an der Südost-Seite begann 1682, die Fertigstellung verzögerte sich durch den Stadtbrand im Jahr 1686 bis 1690. 1727 erfolgte der Neubau der Sakristei.
Bis 1758 befand sich der Friedhof bei der Kirche, der heute an der Hausmanninger Straße liegt. Das Gewölbe über dem Hochaltar musste 1842 mit Eisenschließen gesichert werden. Dem Stadtbrand 1877 fielen das Kirchen-, das Turmdach und die Glocken zum Opfer, das Kircheninnere blieb unbeschädigt. 1889 war der Kirchturm endgültig wiederhergestellt, bis dahin hatte er eine provisorische Abdeckung in Pyramidenform. In den Jahren des Ersten und Zweiten Weltkriegs wurden die Glocken abgenommen, im zweiten Fall verblieb das Sterbeglöcklein. Von 1951 stammen neue Kirchenbänke und 1953 wurde die Kirche durch Bischofkoadjutor Franz Zauner eingeweiht.
Ein Kriegerdenkmal an der Westseite stammt erstmals von 1924, das aktuelle Denkmal wurde am 14. Oktober 1962 eingeweiht. Die Jahre 1962/63 brachten eine tief greifende Umgestaltung des Kircheninneren: Die Gewölbe wichen einer Sichtdecke mit einer Balkenanlage, nur im erhaltenen nördlichen Seitenschiff verblieben gotische Kreuzrippen. Die abstrakten Buntglasfenster stammen ebenfalls aus dieser Zeit. Am 27. Oktober 1963 wurde die Kirche neu eingeweiht. 1972 wurden der Altarraum umgestaltet und die neue Orgel geweiht. Der Kirchturm wurde zuletzt 2012 saniert: durch Frost hatten sich Ende Jänner Gesimsteile gelöst und waren auf den Kirchenplatz gefallen. Die Kosten betrugen etwa 200.000 Euro.
Zum Pfarrsprengel der Stadtpfarrkirche Kirchdorf gehört auch die im Nachbarort befindliche Filialkirche Inzersdorf im Kremstal. Die Marienkirche Inzersdorf wurde 1975 geweiht.

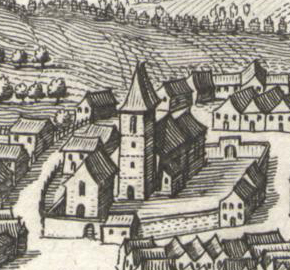
Ansicht aus dem 17. Jahrhundert
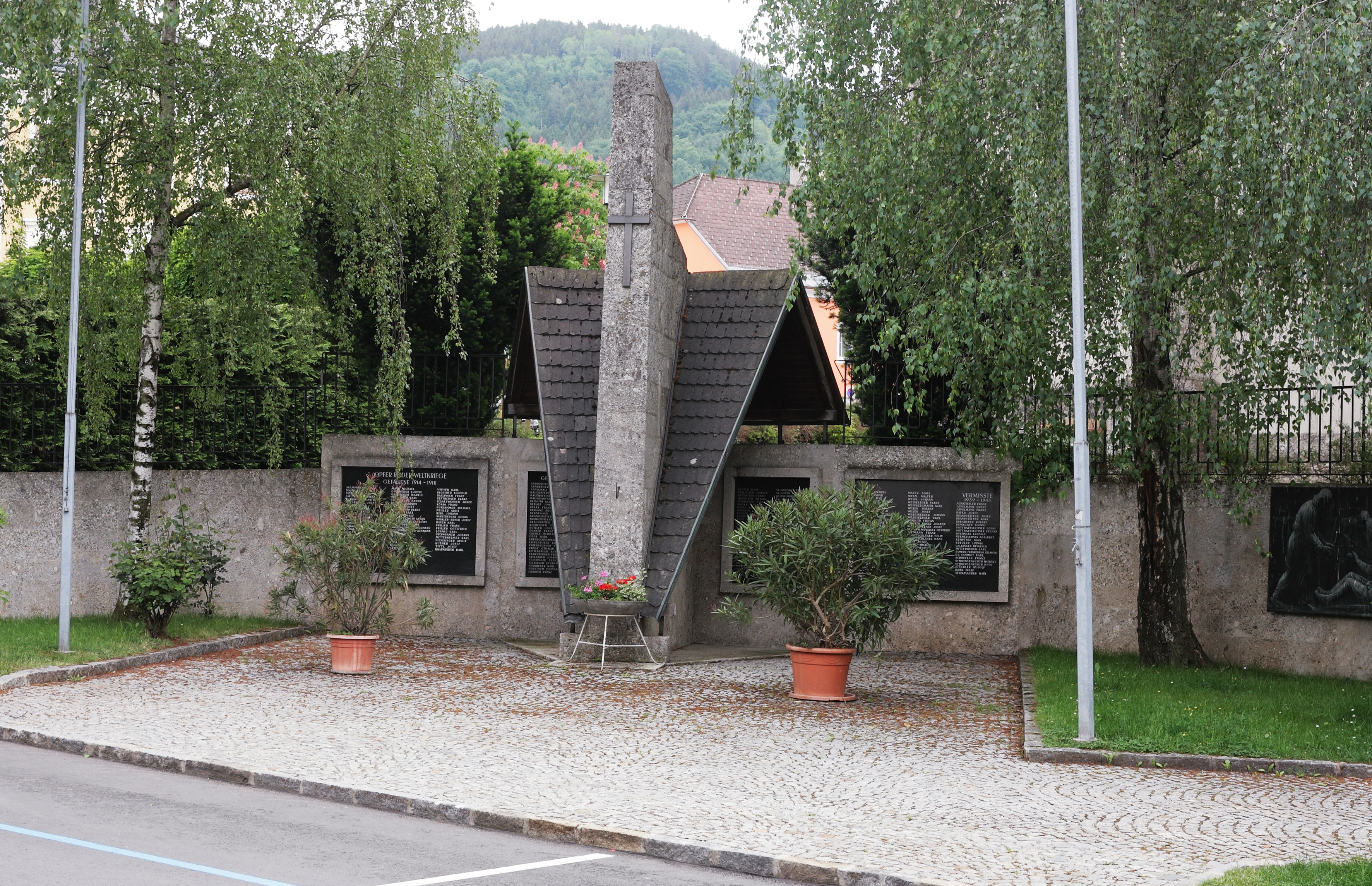
Das Kriegerdenkmal (Foto von 2018)
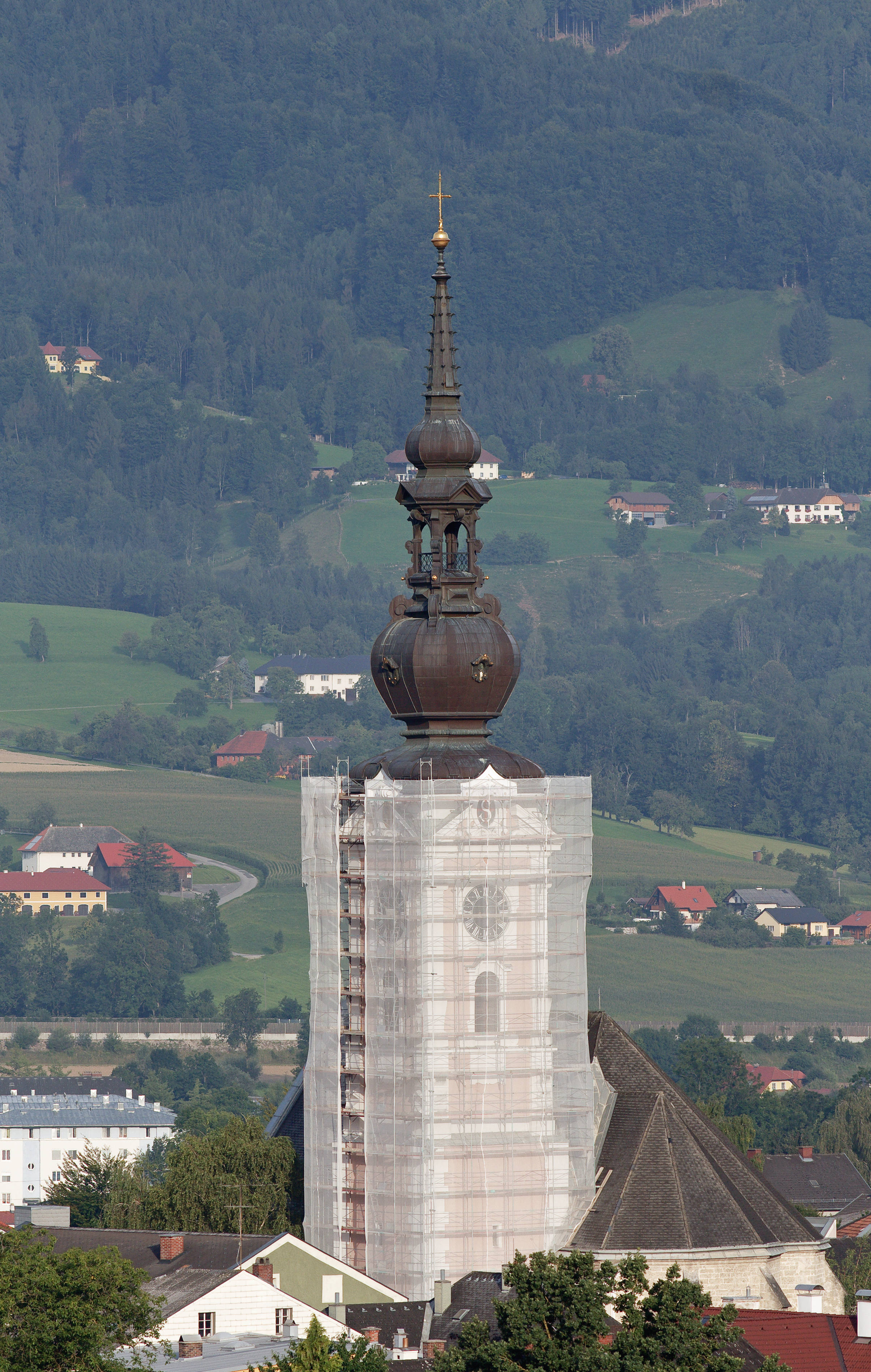
Eingerüsteter Turm im August 2012

## Kirchengebäude
Der Kirchturm steht im südlichen Chorwinkel. Die beiden unteren Geschoße des Kirchturmes sind gotisch. Am zweiten Obergeschoß ist die Inschrift „Enser 1470“ zu lesen. Die drei weiteren Obergeschoße wurden in den Jahren 1692 bis 1690 errichtet. Darüber ist ein Zwiebelhelm mit Laterne. Das spätgotische Südportal hat eine barocke Vorhalle. Im Tympanon ist der Rest eines gotischen Freskos „Christus am Ölberg“ aus dem 15. Jahrhundert zu sehen.
Im Hauptschiff befindet sich eine Sichtdecke mit einer Balkenanlage, im nördlichen Seitenschiff dagegen gotische Kreuzrippen.

## Ausstattung
Über dem Volksaltar hängt ein großes spätgotisches Kruzifix. Die Buntglasfenster in Chor und Langhaus wurden von Lydia Roppolt gestaltet und in der Schlierbacher Stiftglasmalerei gefertigt. Die Orgel auf der Westempore stammt von 1972. An der Südwand beim Chor hängt das ehemalige Hochaltarbild von 1723, das den heiligen Gregor darstellt. An der äußeren Westwand neben dem Hauptportal befindet sich eine Statue des  heiligen Johannes Nepomuk von Ende des 18. Jahrhunderts.
An der Ostwand des nördlichen Seitenschiffes befindet sich ein gotischer Flügelaltar von um 1490. Die vier doppelseitig bemalten Tafeln zeigen Szenen aus dem Leben Marias, in der Mitte befindet sich eine plastische Darstellung der Krönung. Die Predella zeigt ein Relief des Marientodes. Er stammt ursprünglich aus Wartberg an der Krems.
1908 erhielt die Kirche als Vermächtnis des Knechtes Johann Ferstl eine 1997 umfassend restaurierte Weihnachtskrippe des bekannten Krippenbauers Sebastian Osterrieder, die alljährlich zur Weihnachtszeit Aufstellung findet.

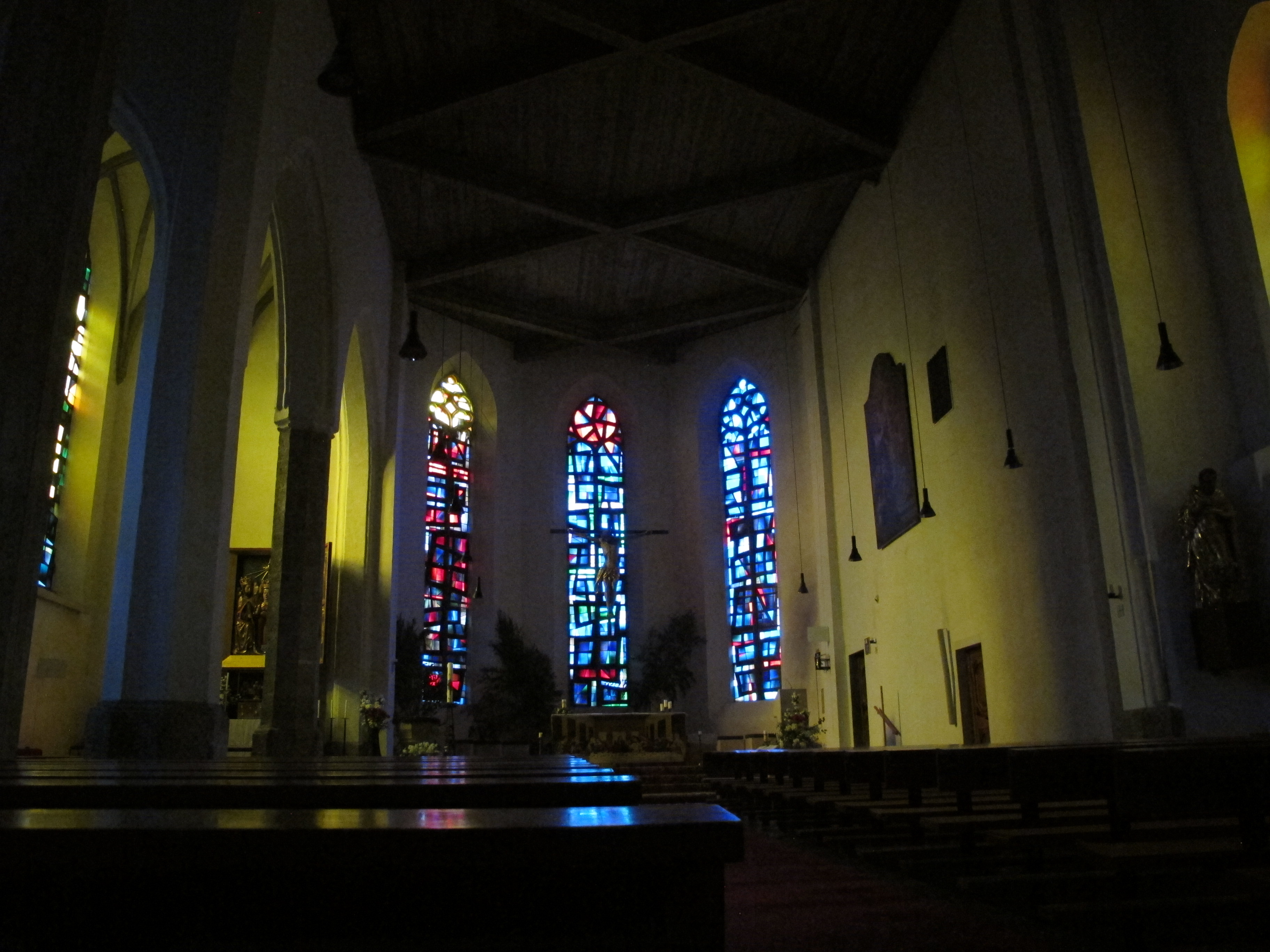
Innenansicht mit Haupt- und Seitenschiff
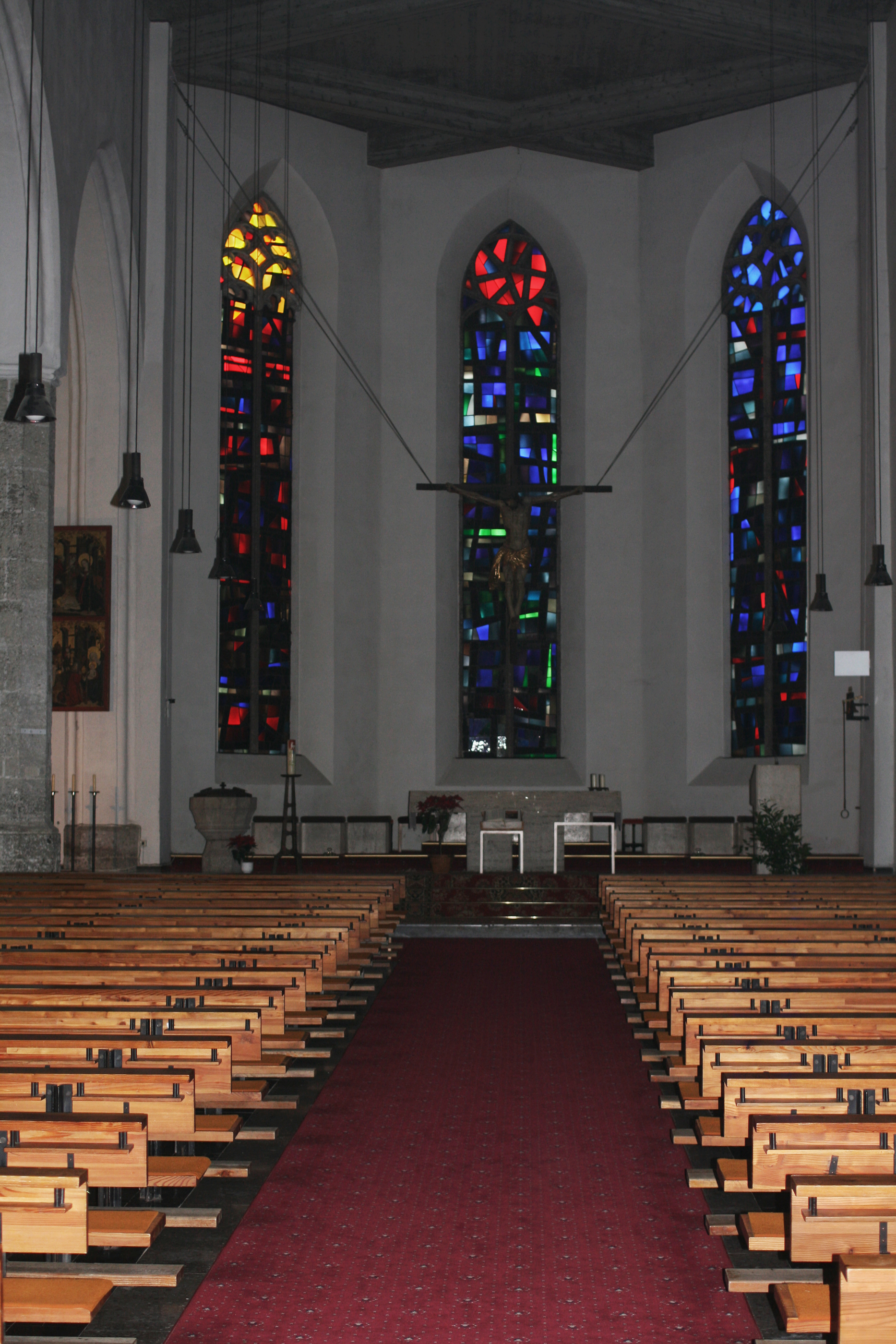
Hauptschiff
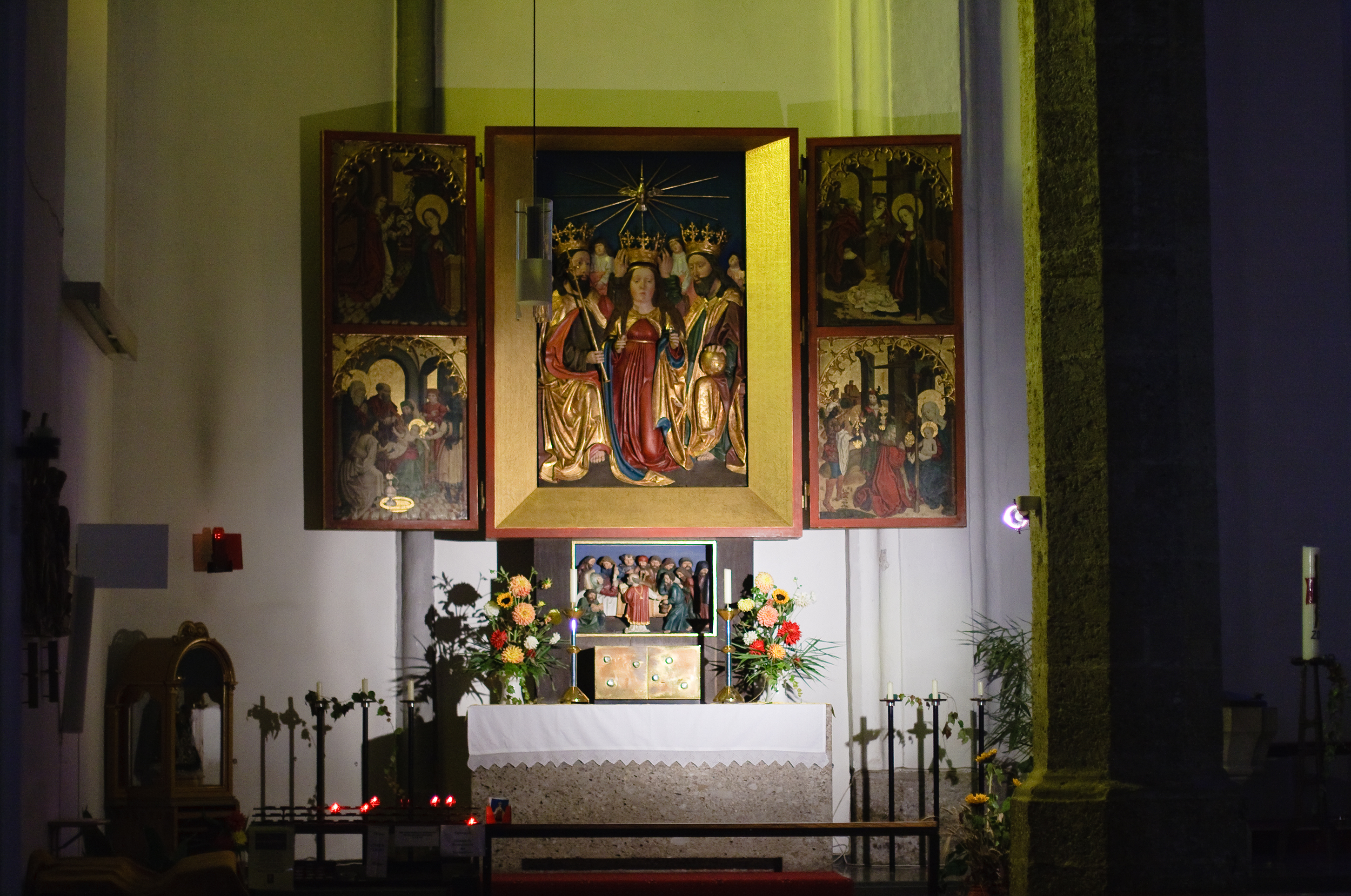
Gotischer Flügelaltar
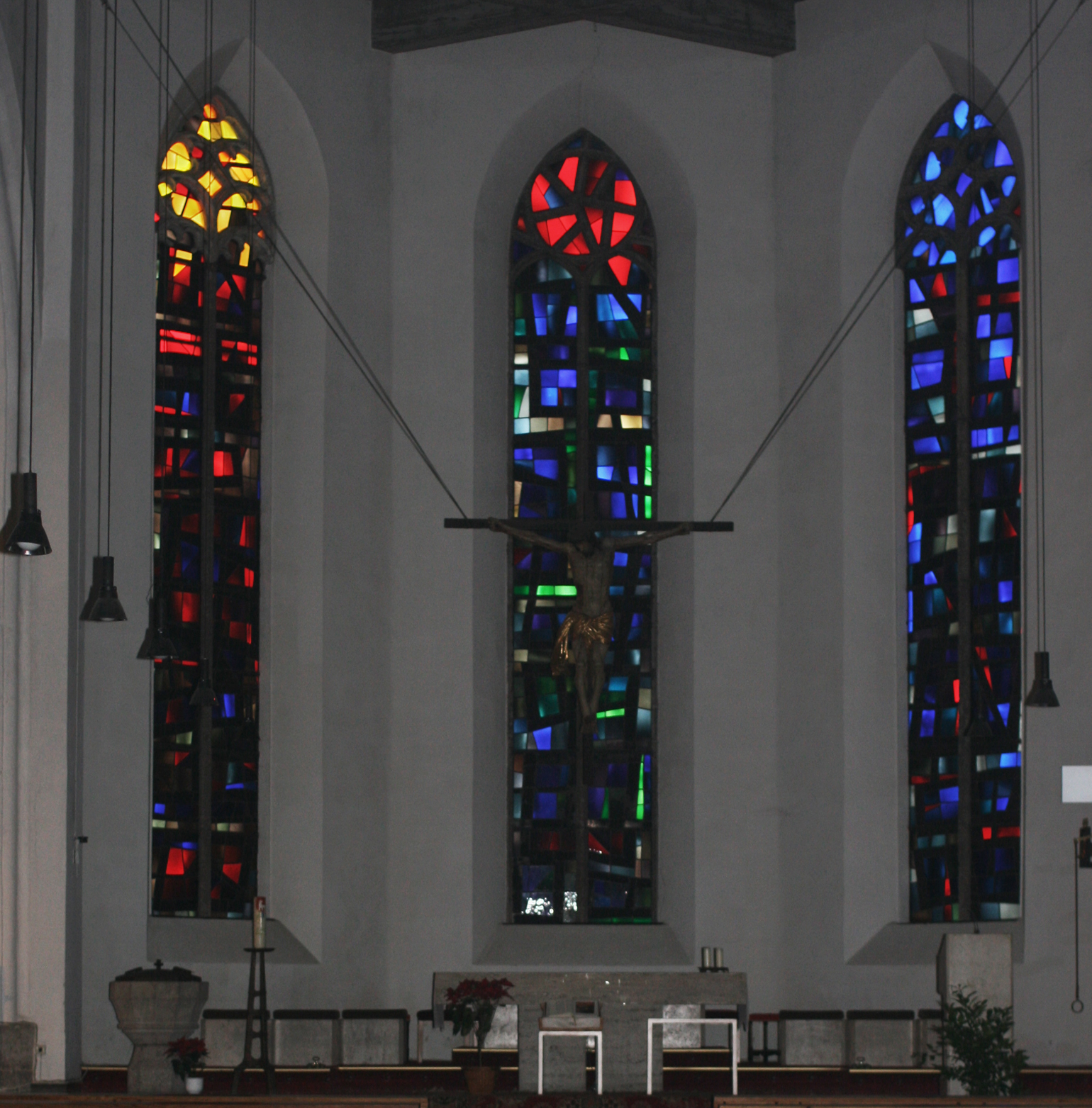
Kruzifix und Buntglasfenster
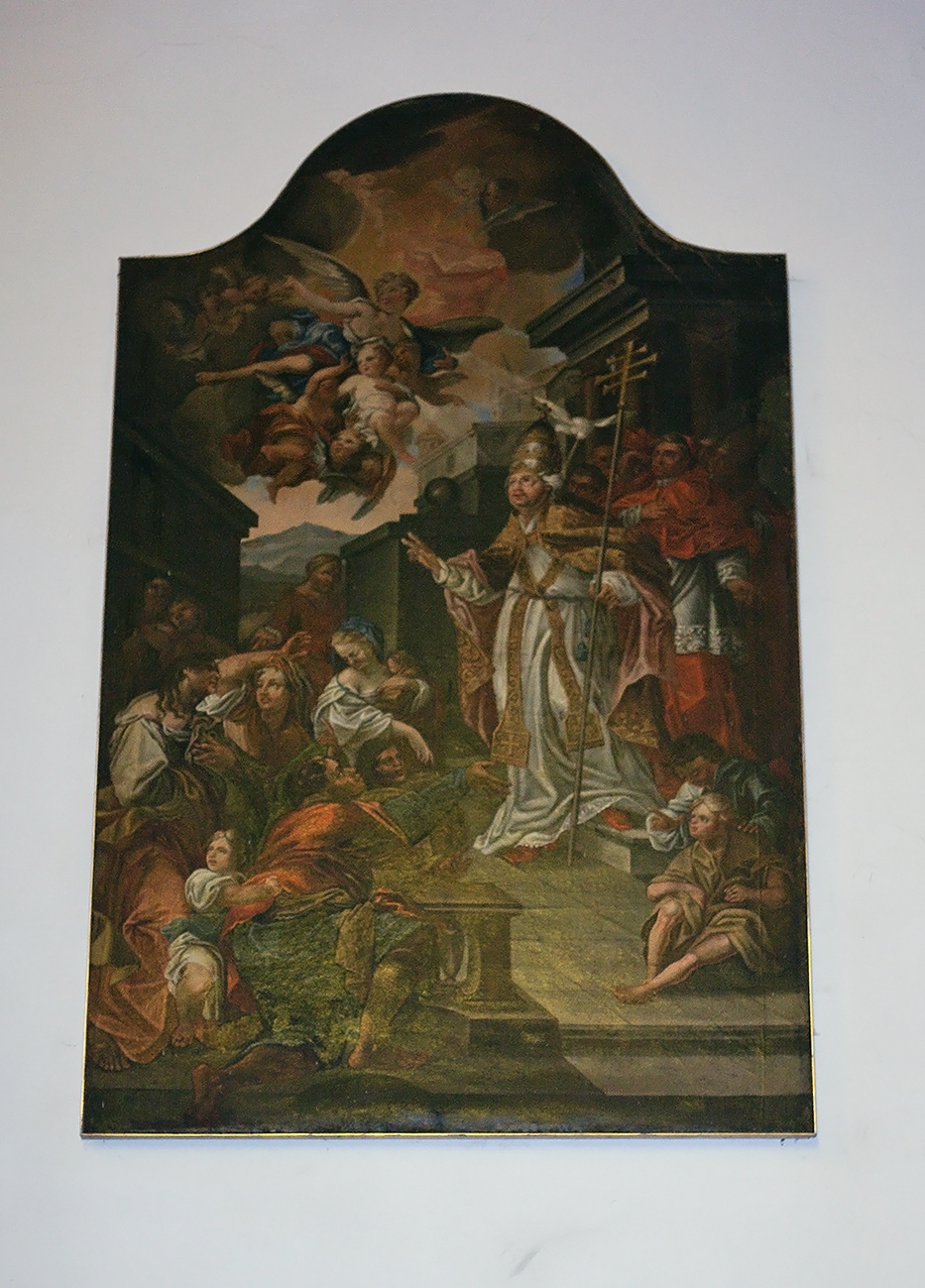
Das ehemalige Hochaltarbild
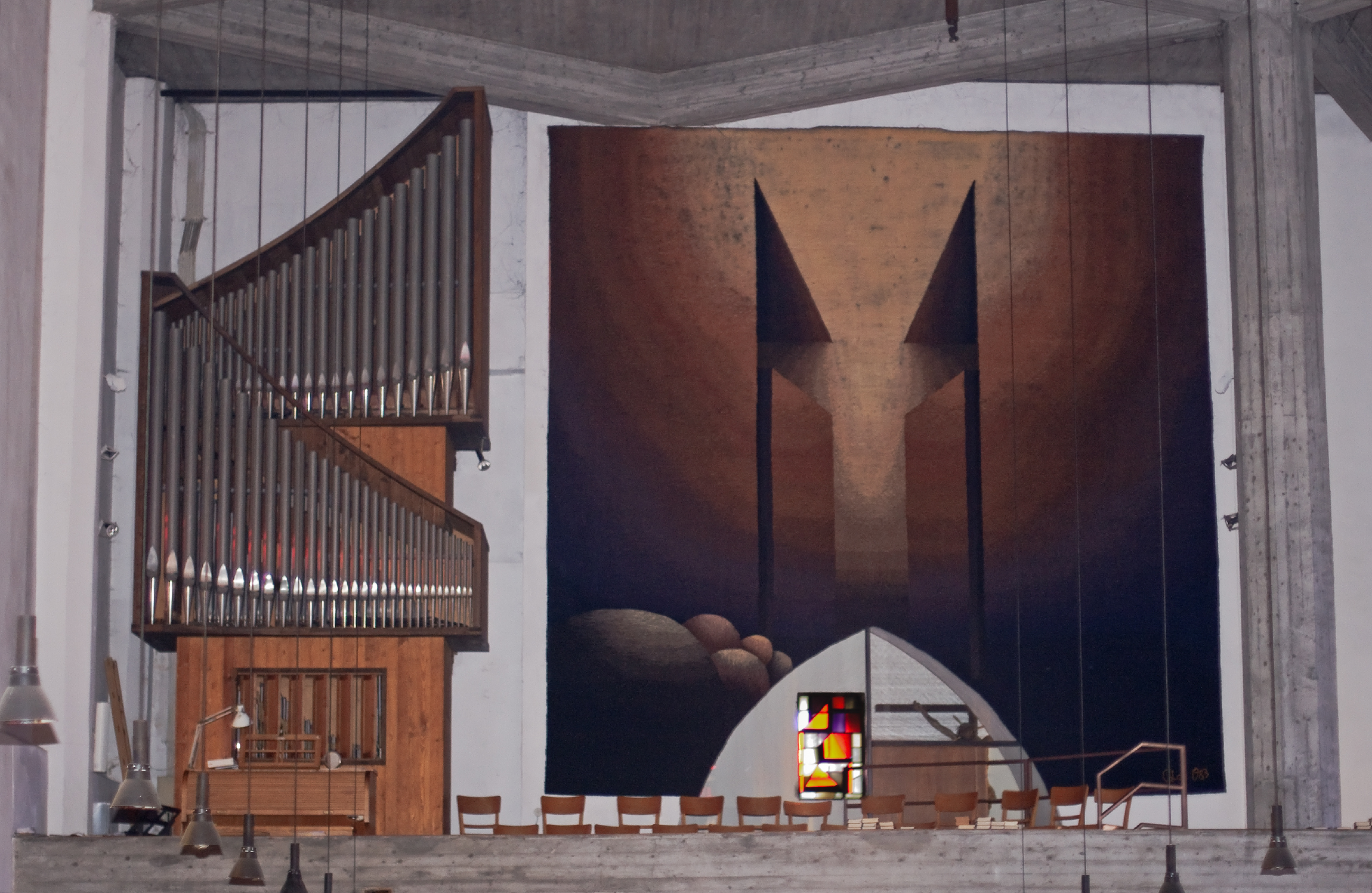
Die Orgel
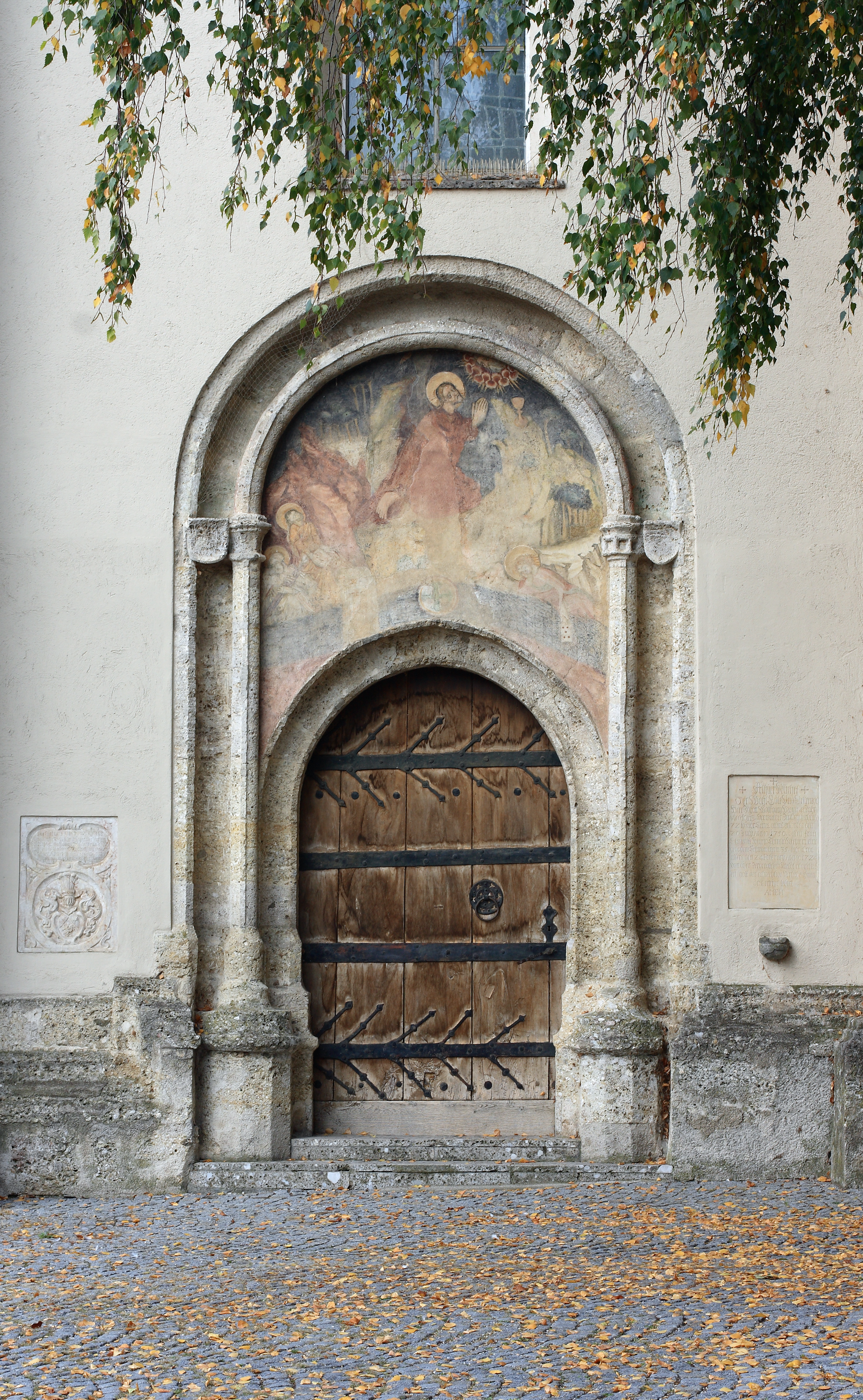
Südportal mit Tympanon

## Umfeld
Am Kirchenplatz steht ein Brunnen mit einer Darstellung der heiligen Dreifaltigkeit. An der Westseite befindet sich ein am 14. Oktober 1962 eingeweihtes Kriegerdenkmal.